# 財務大臣政務官
財務大臣政務官是在日本財務省任職的大臣政務官，固定由2人出任。

## 歷代財務大臣政務官
| 財務大臣政務官 | 財務大臣政務官             | 財務大臣政務官 | 財務大臣政務官                   | 財務大臣政務官                  |
| 内閣           | 内閣                       | 姓名           | 姓名                             | 任期                            |
| -------------- | -------------------------- | -------------- | -------------------------------- | ------------------------------- |
| 第2次森内閣    | 改造内閣（中央省庁再編後） | 大野松茂       | 砂田圭佑                         | 2001年1月6日 - 2001年4月26日    |
| 第1次小泉内閣  | 第1次小泉内閣              | 中野清         | 林田彪                           | 2001年5月7日 - 2002年1月8日     |
| 第1次小泉内閣  | 第1次小泉内閣              | 砂田圭佑       | 吉田幸弘                         | 2002年1月8日 - 2002年9月30日    |
|                | 第1次改造内閣              | 田中和徳       | 森山裕                           | 2002年10月4日 - 2003年9月22日   |
|                | 第2次改造内閣              | 七条明         | 山下英利                         | 2003年9月25日 - 2003年11月19日  |
| 第2次小泉内閣  | 第2次小泉内閣              | 七条明         | 山下英利                         | 2003年11月20日 - 2004年7月20日  |
|                | 改造内閣                   | 倉田雅年       | 段本幸男                         | 2004年9月30日 - 2005年7月5日    |
| 第3次小泉内閣  | 第3次小泉内閣              | 倉田雅年       | 段本幸男                         | 2005年9月22日 - 2005年10月31日  |
|                | 改造内閣                   | 西田猛         | 野上浩太郎                       | 2005年11月2日 - 2006年9月26日   |
| 第1次安倍内閣  | 第1次安倍内閣              | 江崎洋一郎     | 椎名一保                         | 2006年9月27日 - 2007年8月27日   |
|                | 第1次改造内閣              | 宮下一郎       | 小泉昭男                         | 2007年8月29日 - 2007年9月26日   |
| 福田康夫内閣   | 福田康夫内閣               | 宮下一郎       | 小泉昭男                         | 2007年9月27日 - 2008年8月2日    |
|                | 改造内閣                   | 三ツ矢憲生     | 末松信介                         | 2008年8月6日 - 2008年9月24日    |
| 麻生内閣       | 麻生内閣                   | 三ツ矢憲生     | 末松信介                         | 2008年9月29日 - - 2009年9月16日 |
| 鳩山由紀夫内閣 | 鳩山由紀夫内閣             | 大串博志       | 古本伸一郎                       | 2009年9月18日 - 2010年6月8日    |
| 菅直人內閣     | 菅直人內閣                 | 大串博志       | 古本伸一郎                       | 2010年6月9日 - 2010年9月17日    |
|                | 第1次改造内閣              | 吉田泉         | 尾立源幸                         | 2010年9月21日 - 2011年1月14日   |
|                | 第2次改造内閣              | 吉田泉         | 尾立源幸                         | 2011年1月18日 - 2011年9月2日    |
| 野田内閣       | 野田内閣                   | 吉田泉         | 尾立源幸                         | 2011年9月5日 - 2012年1月13日    |
|                | 第1次改造内閣              | 三谷光男       | 吉田泉                           | 2012年1月13日 - 2012年6月4日    |
|                | 第2次改造内閣              | 三谷光男       | 若泉征三（復興大臣政務官を兼務） | 2012年6月4日 - 2012年10月1日    |
|                | 第3次改造内閣              | 網屋信介       | 柚木道義                         | 2012年10月2日 - 2012年12月26日  |
| 第2次安倍内閣  | 第2次安倍内閣              | 伊東良孝       | 竹内譲                           | 2012年12月26日 - 2013年9月30日  |
| 第2次安倍内閣  | 第2次安倍内閣              | 葉梨康弘       | 山本博司                         | 2013年9月30日 - 2014年9月3日    |
|                | 改造内閣                   | 大家敏志       | 竹谷とし子                       | 2014年9月4日 - 2014年12月24日   |
| 第3次安倍内閣  | 第3次安倍内閣              | 大家敏志       | 竹谷とし子                       | 2014年12月25日 - 2015年10月9日  |
|                | 第1次改造内閣              | 大岡敏孝       | 中西祐介                         | 2015年10月9日 - 2016年8月5日    |
|                | 第2次改造内閣              | 杉久武         | 三木亨                           | 2016年8月5日 - 2017年8月7日     |
|                | 第3次改造内閣              | 今枝宗一郎     | 長峯誠                           | 2017年8月7日 - 2017年11月1日    |
| 第4次安倍内閣  | 第4次安倍内閣              | 今枝宗一郎     | 長峯誠                           | 2017年11月2日 - 2018年10月2日   |
|                | 第1次改造内閣              | 渡辺美知太郎   | 伊佐進一                         | 2018年10月4日 - 2019年4月8日    |
|                | 第1次改造内閣              | 宮島喜文       | 伊佐進一                         | 2019年4月8日 - 2019年9月13日    |
|                | 第2次改造内閣              | 井上貴博       | 宮島喜文                         | 2019年9月13日 -                 |

## 外部連結
大臣・副大臣・大臣政務官：財務省 （页面存档备份，存于）